# Ezker Sindikalaren Konbergentzia
Ezker Sindikalaren Konbergentzia (Convergencia de Izquierda Sindical, ESK) es un sindicato de ámbito vasco y navarro creado en 1985. Cuenta con más de 7.000 personas afiliadas y cerca de 300 personas delegadas en la CAV y Navarra.

## Historia
ESK tiene su origen en un grupo de sindicalistas que a finales de los años 1970 fue expulsado de Comisiones Obreras en Navarra por defender posturas contrarias a las que en aquel momento mantenía CC.OO. en relación con la Transición española. A ese grupo original de sindicalistas se le fueron uniendo militantes del País Vasco y Navarra, que en los centros de trabajo se agruparon en "candidaturas unitarias", sumando a las mismas trabajadores provenientes en su mayoría de CC.OO., pero también de otros sindicatos como el Sindicato Unitario (SU) y la Confederación Sindical Unitaria de Trabajadores (CSUT), así como de otras procedencias. En 1985 la coordinación de las "candidaturas unitarias" adoptó el nombre de Ezker Sindikalaren Koordinakundea-Coordinadora Unitaria de Izquierda Sindical (ESK-CUIS) en el conjunto del País Vasco y Navarra.
En 1998 se produjo la confluencia entre ESK-CUIS y la corriente Ezker Sindikala (Izquierda Sindical) de Comisiones Obreras de Euskadi, formada por personas con sensibilidad e ideas bastante similares a las de ESK-CUIS, tanto en el terreno de la acción sindical como en el de la acción política, pero que habían optado por seguir haciendo su trabajo sindical dentro de CC.OO. hasta principios de ese año. Esta confluencia dio lugar al sindicato actual, que en octubre de 1998 cambió su anterior nombre por el de Ezker Sindikalaren Konbergentzia (ESK).
En junio de 2010 la mayor parte de su sección navarra se escindió para crear un nuevo sindicato con el nombre de Solidari.

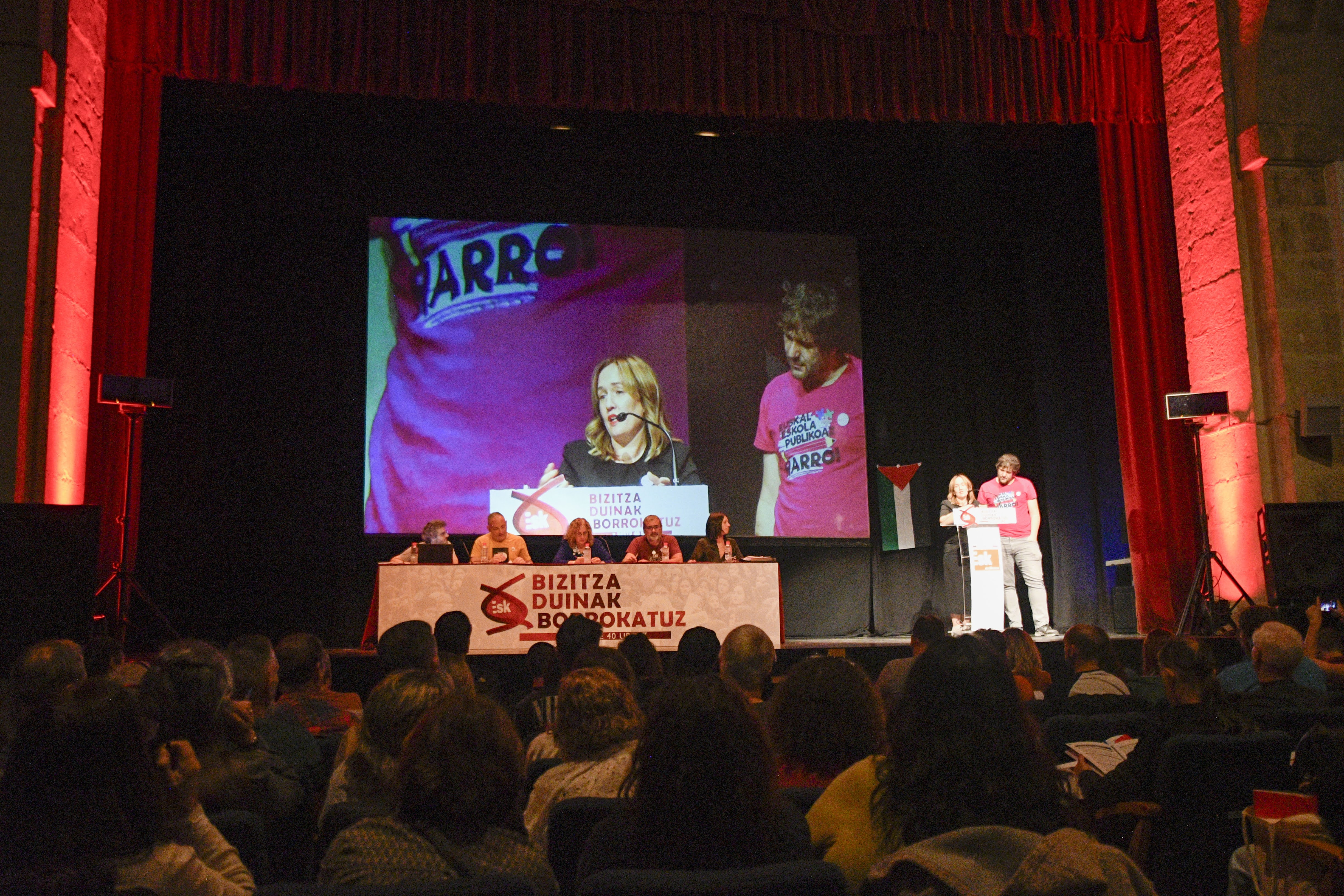
VI Asamblea General

ESK desde sus inicios ha realizado 6 Asambleas Generales donde su militancia decide el rumbo del sindicato para los siguientes 5 años y en donde se eligen las personas de su Koordinadora:
- I Asamblea General: 16-18 de octubre de 1998 en Portugalete.
- II Asamblea General: 24-25 de octubre de 2003 en Bilbao.
- III Asamblea General: 7-8 de noviembre de 2008 en Vitoria-Gasteiz.
- IV Asamblea General: 8 de noviembre de 2013 en Villava-Atarrabia.
- V Asamblea General: 7 de junio de 2019 en Errenteria-Orereta.
- VI Asamblea General: 7 de junio de 2024 en Durango.

## Organización
Algunas de las secciones más numerosas de ESK son las de  Osakidetza, Mercedes, Tubos Reunidos, Correos, Telefónica (y sus subcontratas). Aunque cuenta con decenas de secciones sindicales más.
El sindicato ESK cuenta también con una plataforma contra la exclusión social llamada  Argilan-ESK que nació en 1998 como un espacio independiente dentro del sindicato, para luchar contra la exclusión social y en favor de los derechos sociales.